# Strange Little Birds
Strange Little Birds ( в пер. с англ. — Странные маленькие птички) — шестой студийный альбом шотландско-американской рок-группы Garbage, выпущенный 10 июня 2016. Стал второй пластинкой, записанной группой на собственном лейбле.
Название и темы альбома отсылаются к образам из писем поклонников, а также к музыке, которую участники группы слушали в детстве. Первым синглом с альбома стала песня «Empty».

## Стилистика альбома
В пресс-релизе к изданию диска говорится, что композиции альбома объединяет общее мрачное настроение. Вокалистка группы Ширли Мэнсон заявила, что основным принципом при создании альбома было стараться сохранить его свежим, а также полагаться на инстинкты и в текстах и в музыке, также она добавила, что Strange Little Birds больше чем любой из предыдущих соприкасается с самым первым альбомом группы и является возвращением в то пространство новичка; также она охарактеризовала альбом как «романтический», впоследствии пояснив, что под романтикой она подразумевала ранимость Each song, she says, addresses «different points in my life between me and a person I’ve loved. They’re hot spots in my life, when I was afraid, or vulnerable, or didn’t behave at my best.». Ударник группы Бутч Виг заявил, что альбом будет отправной точкой для группы, он будет темнее, «кинематографичнее и атмосфернее».
При написании текстов песен для альбома Ширли Мэнсон отталкивалась от её собственного ощущения отсутствия тёмной стороны в современных тенденциях поп-культуры: «Мне кажется, что в последнее время музыкальный ландшафт был невероятно радостным и попсовым. Все постоянно красуются и танцуют так быстро, как могут и улыбаются как могут, работая для своего бренда. Никто не поёт о том, что он запутался и ни черта не понимает о том, что делать дальше со своей жизнью, и что ему страшно». Бутч Виг добавил, что в альбоме нет жизнерадостных поп-песен.
Песня «Night Drive Loneliness» написана под впечатлением от письма поклонницы, полученного во время концерта в Нижнем Новгороде, и посвящена Нижнему Новгороду.

## Запись альбома
Написание песен и запись Strange Little Birds заняла более двух лет, работа над альбомом началась в начале 2013 года. За это время группа записала более 20 песен. Запись проходила в подвале Бутча Вига и звукозаписывающей студии Билли Буша в Лос-Анджелесе. Виг заявил, что запись шла так, что при записи они добивались эффекта конфронтации — на многих песнях вокал Ширли сухой и очень громкий, как будто бы она прямо в лицо слушателя, не ощущается каких-либо излишних усилий, но во многом это придает близость для восприятия. Две песни — «The Chemicals» и «On Fire» были изданы на грампластинке в День музыкального магазина в 2015 году.

## Список композиций
| №   | Название                          | Длительность |
| --- | --------------------------------- | ------------ |
| 1.  | «Sometimes»                       | 2:52         |
| 2.  | «Empty»                           | 3:54         |
| 3.  | «Blackout»                        | 6:32         |
| 4.  | «If I Lost You»                   | 4:11         |
| 5.  | «Night Drive Loneliness»          | 5:24         |
| 6.  | «Even Though Our Love Is Doomed»  | 5:26         |
| 7.  | «Magnetized»                      | 3:54         |
| 8.  | «We Never Tell»                   | 4:25         |
| 9.  | «So We Can Stay Alive»            | 6:01         |
| 10. | «Teaching Little Fingers to Play» | 3:58         |
| 11. | «Amends»                          | 6:04         |

В качестве бонус-треков некоторые интернет-порталы указывают «Warriors of the World», «Atmosphere» или «FWY» («Fucking With You»).

## Хронология издания
| Дата         | Страна                      | Лейбл      | Дистрибьютор           | Формат                                  |
| ------------ | --------------------------- | ---------- | ---------------------- | --------------------------------------- |
| 10 июня 2016 | Австралия и Новая Зеландия  | Stunvolume | Liberator Music        | грампластинка, CD, цифровая дистрибуция |
| 10 июня 2016 | Азия, Европа, Южная Америка | Stunvolume | PIAS/Cooperative Music | грампластинка, CD, цифровая дистрибуция |
| 10 июня 2016 | США, Канада                 | Stunvolume | BMG/INgrooves          | грампластинка, CD, цифровая дистрибуция |
| 10 июня 2016 | Япония                      | Stunvolume | Hostess Entertainment  | грампластинка, CD, цифровая дистрибуция |